# 黒田良弥
黒田 良弥（くろだ りょうや、1953年 - ）は、日本のコンサルタント。
少年時代にはNHK大阪放送児童劇団に在籍し、ラジオ「お父さんはお人好し」、テレビ「こども名作座」、「はたらくおじさん」に出演。教育放送のはたらくおじさんでは、2代目タンちゃんの声を担当した。
2022年6月17日より『ISO-MSドットコム』を開業し、マネジメントシステム維持改善コンサルタントとしての活動を再開中。夫人はよみうり文化センター、朝日カルチャーセンター等で、色鉛筆画講座の講師を勤める。

## 略歴
私立高槻高等学校美術部OB。（現 学校法人大阪医科薬科大学高槻高等学校）、香川大学少林寺拳法部OB。（浅海域環境工学専攻）
- ISO-MSドットコム　代表
- 元 ㈱マネジメントシステム評価センター 関西支社長～取締役（MS認証担当）
- 元 経営環境株式会社 代表取締役
- 元(株)淺川組 土木部設計課～企画本部品質保証室所属（マネジメントシステム室長）
- ISO主任審査員（　品質[2]、環境[2]、労働安全衛生、アセット　）として企業審査を担当する傍ら、マネジメントシステムの有効活用セミナー[3]、内部監査員育成研修 等を全国に展開。専門分野は、建設、設計開発、その他関連の業務。

審査員やコンサルタントを育成する活動として「はたらくおじさんQ-Eco講座」を主催。
中小企業支援専門家として「わかやま産業振興財団」「三重県産業支援センター」に登録。

## 論文
ＩＳＯＳ誌 特集記事：「建設ISOの今」「建設ISOの改訂対応」「建設業の2015年版対応」「気づきの質問力」「内部監査が変わらなきゃ！」他